# Лизогуб Олександр Іванович
Олекса́ндр Іва́нович Лизогу́б (*1790 — †1839) — генерал-майор, учасник Наполеонівських війн; піаніст і композитор.
Виходець із козацько-старшинського роду, що був на Чернігівщині та Полтавщині. Один із зачинателів української фортепіанної музики. Син Івана Лизогуба. Мав братів Андрія та Василя.

## Творчість
Серед творів для фортепіано — ноктюрни, мазурки, варіації на теми народних пісень («Ой у полі криниченька», «Та була в мене жінка», «Ой ти, дівчино», «Ой не ходи, Грицю»); романси — «Смерть на чужині» (сл. О. Полонинського, видані 1855 року) та інші.